# Iñaki Perurena
Iñaki Perurena Gartziarena (Leiza, Navarra, 25 de octubre de 1956) es un deportista español especialista en la modalidad de deporte rural vasco de harri-jasotze (levantamiento de piedra). Ha hecho incursiones en el plano cultural como poeta, escultor, actor y bertsolari. Es miembro de la asociación cultural Nabarralde y ha publicado artículos en defensa de la identidad de Navarra como eje de la nacionalidad vasca.

## Logros deportivos
Debutó como levantador de piedras o harrijasotzaile en un campeonato celebrado en Guipúzcoa en 1973. En 1994 batió el récord en peso al levantar una piedra de 320 kg. En 1999 realizó mil levantamientos de una piedra de 100 kg de manera continua en 5 horas y 4 minutos, y en 2003 estableció un nuevo récord al levantar 1700 veces ese peso en 9 horas.
Era capaz de levantar tres veces, con una sola mano, una piedra de 250 kg y de levantar cuatro veces, también con una sola mano, una piedra de 200 kg. Aunque su récord de levantamiento de piedra con una mano está fijado en 267 kg, podía levantar 320 kg de piedra utilizando ambas. Como reconocimiento a su carrera profesional, fue galardonado con la Medalla de Oro al Mérito Deportivo de Navarra.

## Familia
Casado con Maite Zubitur Goñi, tienen tres hijos, uno de los cuales, Inaxio Perurena, ha seguido sus pasos y también es un importante levantador de piedras formado  por su padre. Otro de sus hijos, Xabier Perurena, es actor y también colabora activamente en el negocio familiar de carnicería que tiene la familia en Leiza. Por su parte, Maite, siguiendo los pasos de su madre, además de ejercer de guía en el parque Peru-Harri, también mantiene su vinculación con este deporte al confeccionar prendas adaptadas y adecuadas para su práctica.

## Televisión
Es conocido por su papel en la serie de ETB1 Goenkale, donde interpreta a Imanol. También ha participado en los programas Euskal Herrian Barrena, Herriko Plaza y Piratak.

## Reconocimientos
- 1999. Medalla de oro al mérito deportivo concedida por el Gobierno de Navarra.
- 2011. Premio Manuel Irujo, concedido por la Casa Manuel Irujo de Estella.
- 2012. Gallico de Oro de la Sociedad Napardi (Pamplona).[2]

## Libros
- Perurena, Iñaki: Harria mundu, mundua harri. Irún, Alberdania, 2001.